# Dreamcatcher
Dreamcatcher (hangul: 드림캐쳐), tidigare kända som MINX (hangul: 밍스), är en sydkoreansk tjejgrupp bildad av Happyface Entertainment (numera Dreamcatcher Company). Gruppen består av sju medlemmar: JiU, SuA, Siyeon, Handong, Yoohyeon, Dami och Gahyeon. Deras debutskiva Nightmare gavs ut den 13 januari 2017.
Dreamcatcher gick från början under namnet MINX och bestod ursprungligen av JiU, SuA, Siyeon, Yoohyeon och Dami. I november 2016 meddelade gruppen att de skulle återbildas under 2017 som Dreamcatcher med de två nya medlemmarna Handong och Gahyeon såväl som ett mörkare koncept och en mindre mainstream-riktad stil för att skilja dem från andra k-pop-grupper.

## Medlemmar
| Artistnamn   | Artistnamn | Födelsenamn   | Födelsenamn | Födelsedatum    | Medlemstid |
| Romanisering | Hangul     | Romanisering  | Hangul      | Födelsedatum    | Medlemstid |
| ------------ | ---------- | ------------- | ----------- | --------------- | ---------- |
| JiU          | 지유       | Kim Min-ji    | 김민지      | 17 maj 1994     | 2014-idag  |
| SuA          | 수아       | Kim Bo-ra     | 김보라      | 10 augusti 1994 | 2014-idag  |
| Siyeon       | 시연       | Lee Si-yeon   | 이시연      | 1 oktober 1995  | 2014-idag  |
| Handong      | 한동       | Han Dong      | 한동        | 26 mars 1996    | 2017-idag  |
| Yoohyeon     | 유현       | Kim Yoo-hyeon | 김유현      | 7 januari 1997  | 2014-idag  |
| Dami         | 다미       | Lee Yoo-bin   | 이유빈      | 7 mars 1997     | 2014-idag  |
| Gahyeon      | 가현       | Lee Ga-hyeon  | 이가현      | 3 februari 1999 | 2017-idag  |

## Diskografi

### Album
| Albuminformation                                                       | Topplacering          |
| Albuminformation                                                       | Sydkorea (Gaon Chart) |
| ---------------------------------------------------------------------- | --------------------- |
| Why Did You Come to My Home? (Singelalbum) - Släppt: 18 september 2014 | —                     |
| Love Shake (EP-skiva) - Släppt: 7 juli 2015                            | 11                    |
| Nightmare (Singelalbum) - Släppt: 13 januari 2017                      | 25                    |
| Fall Asleep in the Mirror (Singelalbum) - Släppt: 5 april 2017         | 7                     |
| Prequel (EP-skiva) - Släppt: 27 juli 2017                              | 4                     |
| Escape The Era (EP-skiva) - Släppt: 10 maj 2018                        | 3                     |
| Alone In The City (EP-skiva) - Släppt: 10 maj 2018                     | 2                     |

### Singlar
| År   | Titel                                                | Topplacering          |
| År   | Titel                                                | Sydkorea (Gaon Chart) |
| ---- | ---------------------------------------------------- | --------------------- |
| 2014 | "Why Did You Come to My Home?"                       | —                     |
| 2014 | "Rockin' Around the Christmas Tree" (med Dal Shabet) | —                     |
| 2015 | "Love Shake"                                         | —                     |
| 2017 | "Chase Me"                                           | —                     |
| 2017 | "Good Night"                                         | —                     |
| 2017 | "Fly High"                                           | —                     |
| 2018 | "Full Moon"                                          | —                     |
| 2018 | "You and I"                                          | —                     |
| 2018 | "What"                                               | —                     |
| 2018 | "What - Japanese Ver."                               | —                     |